# Avenue Jean Van Horenbeeck
L'avenue Jean Van Horenbeeck est une rue bruxelloise de la commune d'Auderghem qui relie le quartier du Transvaal à Watermael-Boitsfort du square du Sacré-Cœur à l'avenue Charles Albert sur une longueur de 840 mètres.

## Historique et description
Cette importante voie est répertoriée sur la carte de Van Werden (1659) et sur la carte de Ferraris (1771).
Elle reliait les villages d’Auderghem et de Watermael-Boitsfort et était entourée par la forêt.
Elle servait aux bûcherons pour éviter la vallée marécageuse de la Woluwe.
Le chemin était surtout utilisé par ceux-ci après que la chaussée de Wavre fut percée en 1730.
L’Atlas des Communications (1843) le décrit sous le no 8 comme chaussée d’Auderghem à Boitsfort, avec une longueur de 1 244 m.
L’actuelle avenue des Frères Goemaere en faisait également partie.
La route était fort fréquentée pour l’époque et, en 1835, la firme Van Malder, De Visscher-Vanhove en deelgenoten introduisit
une demande pour la paver afin de l’exploiter et d’y percevoir un péage. Les travaux furent achevés en 1844.
La barrière de péage était placée à hauteur de la drève de Pinnebeek, à quelque 70 m de l’actuel Repos des Chasseurs. Cet octroi continua d’être perçu jusqu’en 1873.
La chaussée de Boitsfort (aussi nommée Houtweg dans le langage populaire)
reçut le 1er janvier 1917 un autre nom pour éliminer des doublons en Agglomération bruxelloise
et le collège décida d’appeler le chemin 'avenue des Quatre Maries (Vier Mariekeslaan).
Le 1er août 1925, on décida de supprimer cette appellation et de donner à la section menant de la
rue Albert Meunier à Boitsfort, le nom de Jean Van Horenbeeck en hommage au soldat Jean Baptiste Van Horenbeeck, né le 17 mai 1887 à Auderghem, mort le 14 mai 1917 de tuberculose aux poumons à l'hôpital de Cauvalat au Vigan en France lors de la première Guerre mondiale.

## Inventaire régional des biens remarquables

### Logements sociaux
À hauteur de l’actuelle avenue René Stevens se trouvaient huit maisonnettes qui appartenaient toutes à De Visscher-Vanhove.
Tant les maisonnettes que l’estaminet voisin ont depuis longtemps fait place aux immeubles à appartements de la société Les Habitations à Bon Marché.

### Cimetière communal
Dès le début des années 1920, un nouveau cimetière fut mis en service dans l'avenue en remplacement de celui à l'arrière de l'église Sainte-Anne.

### Art Déco
L’une des habitations les plus remarquables de l’avenue Van Horenbeeck est celle construite en 1926 par
l’architecte Henry Lacoste en style Art déco et qui existe toujours. Elle dispose d’une porte
d’entrée décorée d’une sauterelle en fer forgé dans laquelle figurent ses initiales ainsi que celles du nom de son épouse.
Lacoste vécut dans la maison no 147 de 1927 à sa mort.

### Complexe scolaire
Le conseil communal décida le 3 mars 1934, d'établir le troisième complexe scolaire communal le long de l’avenue.
L’école fut inaugurée solennellement le dimanche 5 octobre 1936 par le bourgmestre Lebon.
André Duchêne en devint le premier directeur.

### Cité-jardin
Cette décision coïncidait avec le projet de construction d’une seconde cité-jardin à proximité immédiate.

## Galerie

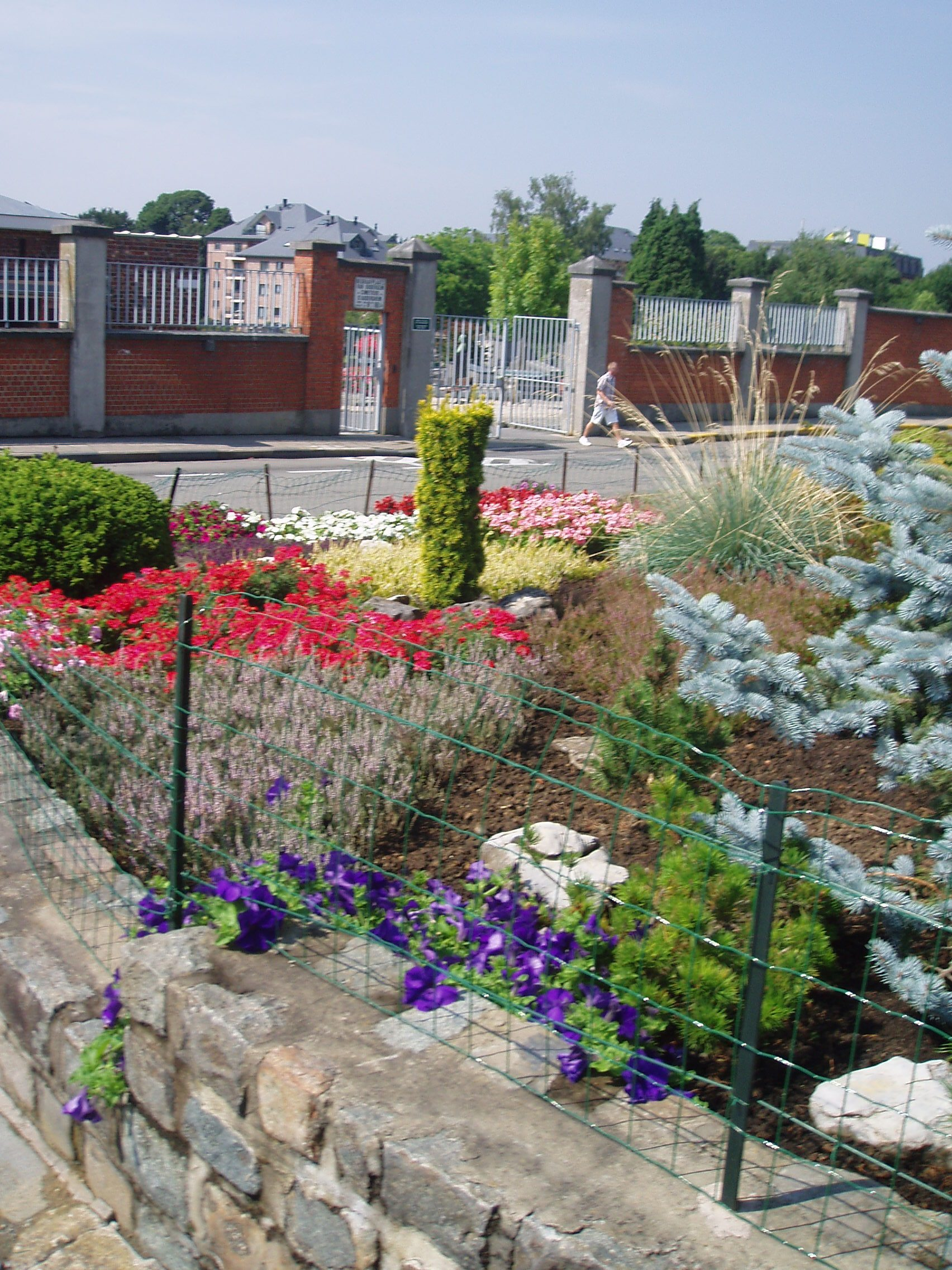
L'entrée du cimetière communal